# Litsea kobuskiana
Litsea kobuskiana C.K. Allen – gatunek rośliny z rodziny wawrzynowatych (Lauraceae Juss.). Występuje naturalnie w południowych Chinach – w południowej części prowincji Kuejczou oraz w północnej części regionu autonomicznego Kuangsi. 

## Morfologia
PokrójZimozielone drzewo dorastające do 8 m wysokości. Młode pędy są silnie owłosione i mają szarożółtawą barwę.
LiścieNaprzemianległe. Mają eliptycznie lancetowaty kształt. Mierzą 6–10 cm długości oraz 1,5–2,5 cm szerokości. Nasada liścia jest klinowa. Blaszka liściowa jest o spiczastym wierzchołku. Ogonek liściowy jest owłosiony i dorasta do 8–13 mm długości.
KwiatySą niepozorne, jednopłciowe, zebrane po 3–4 w baldachy, rozwijają się w kątach pędów. Okwiat jest zbudowany z 6 listków. Kwiaty męskie mają 9 pręcików.
OwoceMają kulisty kształt, osiągają 10 mm średnicy.

## Biologia i ekologia
Roślina dwupienna. Rośnie w gęstych lasach. Występuje na wysokości od 800 do 1800 m n.p.m. Kwitnie w sierpniu.